# Кавалер (футбольный клуб)
«Кавале́р» — (англ. Football Club Cavalier) ямайский профессиональный футбольный клуб из Кингстона. Двукратный чемпион Ямайки. Выступает в Национальной премьер-лиге.
Домашние матчи проводит на стадионе «Ист-Филд» вместимостью 3 000 зрителей.

## История
Клуб основан бывшим техническим директором и тренером национальной сборной Ямайки Лейтоном Дунканом. После смерти Дункана в 2000 году клуб был переведён в первый дивизион и сменил стадион.
В 1962 году команда выиграла II дивизион. Через 10 лет клуб попал в I дивизион путём победы в конкурсе, так как клуб «Овальтин» не смог участвовать в Приходской лиге. В 1974 году «Кавалер» стал победителем Приходской лиги, получив право выступать в Национальной клубной лиге. За следующие два года клуб дважды взял серебро чемпионата.
В 1980 году «Кавалер» стал чемпионом Ямайки. В 1984 году взял бронзу Национальной премьер-лиги.
В 2017 году клуб выиграл Суперлигу КСАФА, получив право выступать в Национальной премьер-лиге. В 2021 году клуб второй раз стал чемпионом Ямайки.

## Главные тренеры
Главные тренеры команды с 2016 года
| Период     | Главный тренер |
| ---------- | -------------- |
| 2016—н. в. | Рудольф Спейд  |

## Состав
| Страна                     | №       | Игрок              | Дата рождения              | Бывший клуб             |
| Вратари                    | Вратари | Вратари            | Вратари                    | Вратари                 |
| -------------------------- | ------- | ------------------ | -------------------------- | ----------------------- |
| Сент-Люсия                 | 1       | Вино Барклетт      | 12 октября 1999 (25 лет)   | Эль-Ниньос              |
| Ямайка                     | 31      | Джедайн Уайт       | 7 июля 2000 (25 лет)       | Хамбл Лайонс            |
| Защитники                  |         |                    |                            |                         |
| Ямайка                     | 6       | Никач Мюррей       | 27 ноября 2000 (24 года)   | —                       |
| Ямайка                     | 11      | Кенрой Кэмпбелл    | 2 марта 2003 (22 года)     | Воспитанник клуба       |
| Ямайка                     | 19      | Таварес Томпсон    | —                          | Воспитанник клуба       |
| Ямайка                     | 20      | Марио Смит         | —                          | Воспитанник клуба       |
| Ямайка                     | 37      | Онтуэйн Митчелл    | —                          | Воспитанник клуба       |
| Ямайка                     |         | Кэмой Симпсон      | 1 апреля 1992 (33 года)    | Онсе Депортиво          |
| Ямайка                     | 3       | Джованни Лейнг     | 21 декабря 2000 (24 года)  | Воспитанник клуба       |
| Ямайка                     | 4       | Ричард Кинг        | 27 ноября 2001 (23 года)   | Воспитанник клуба       |
| Ямайка                     | 5       | Джемой Топи        | 13 января 2000 (25 лет)    | → Филадельфия II        |
| Ямайка                     | 15      | Кайл Минг          | 25 января 2000 (25 лет)    | Седар Гроув             |
| Сент-Люсия                 | 16      | Мелвин Доксилли    | 2 января 1998 (27 лет)     | Морва Каледония Юнайтед |
| Ямайка                     | 20      | Каймани Гиббонс    | 29 мая 2000 (25 лет)       | —                       |
| Ямайка                     | 14      | Ламонт Рочестер    | 10 июня 2003 (22 года)     | Воспитанник клуба       |
| Полузащитники              |         |                    |                            |                         |
| Ямайка                     | 12      | Гедейл Ирвинг      | 14 ноября 1998 (26 лет)    | Эджуотер                |
| Ямайка                     | 13      | Джером Маклири     | 26 января 2004 (21 год)    | Воспитанник клуба       |
| Ямайка                     | 18      | Сэмюел Шейкс       | 4 февраля 2004 (21 год)    | Воспитанник клуба       |
| Ямайка                     | 21      | Кристофер Эйнсуорт | —                          | Воспитанник клуба       |
| Ямайка                     | 25      | Брайан Инглиш      | 22 июня 1992 (33 года)     | Харбор Вью              |
| Ямайка                     | 28      | Клив Гейл          | —                          | Воспитанник клуба       |
| Ямайка                     | 30      | Марвин Феган       | —                          | Воспитанник клуба       |
| Ямайка                     | 8       | Марландо Максвелл  | 10 января 2000 (25 лет)    | Академия Гринвейл       |
| Ямайка                     | 10      | Дуэйн Эткинсон     | 5 мая 2002 (23 года)       | —                       |
| Ямайка                     | 22      | Коллин Андерсон    | 17 апреля 1999 (26 лет)    | Арнетт Гарденс          |
| Нападающие                 |         |                    |                            |                         |
| Ямайка                     | 18      | Ричард Генри       | —                          | Воспитанник клуба       |
| Ямайка                     | 23      | Клео Кларк         | 23 марта 2005 (20 лет)     | Воспитанник клуба       |
| Ямайка                     | 26      | Филландо Уинг      | —                          | Воспитанник клуба       |
| Антигуа и Барбуда · Ямайка | 25      | Джалмаро Келвин    | 30 июня 2003 (22 года)     | —                       |
| Ямайка                     | 7       | Роналдо Уэбстер    | 4 июля 2001 (24 года)      | Рено                    |
| Ямайка                     | 17      | Шейниэл Томас      | 14 сентября 2001 (23 года) | —                       |